# 山王 (大田區)
山王（日语：／ Sannō */?）是東京都大田區的町名。現行行政地名為山王一丁目至山王四丁目。2013年8月1日為止的人口有18,033人。郵遞區號為143-0023。

## 地理
位於東京都大田區東北部。北鄰品川區西大井、品川區大井。東至JR東海道線路廊，接品川區南大井、大田區大森北。南至環七通，接大田區中央。西至環七通，接大田區南馬込。西北端鄰大田區東馬込。
南北向的池上通通過町內。町域東部是大森站西口，車站周邊商店與大樓林立。池上通等幹道沿線多大樓與商店，其餘為住宅區。

## 歷史
過去是以文化人、實業家、政治家宅邸聞名的高級住宅地。

### 地名由來
「山王」來自於此地的日枝神社（山王社）。

## 交通
町域東部有京濱東北線大森站（位於大森北）。另外還可利用大森站的巴士路線。

## 設施
- 大田區立山王小學校
- 山王草堂紀念館
- 大田區立蘇峰公園
- 成田山大森不動尊
- 日枝神社（地名的由來）
- 天祖神社
- 熊野神社
- 善慶寺
- 大田區辯天池兒童遊園
- 大田區立山王公園
- 大田區立山王會館
- KADOYA食品（カドヤ食品）
- Daishin百貨店（ダイシン百貨店）
- OZEKI（オオゼキ）
- 大森郵便局
- 中島紀念會 大森山王醫院

## 備註
1. ↑  .   [2013-08-19]. （原始内容存档于2014-02-18）.